# Définition des planètes
Pour les articles homonymes, voir Définition (homonymie).
Pour un article plus général, voir Planète.

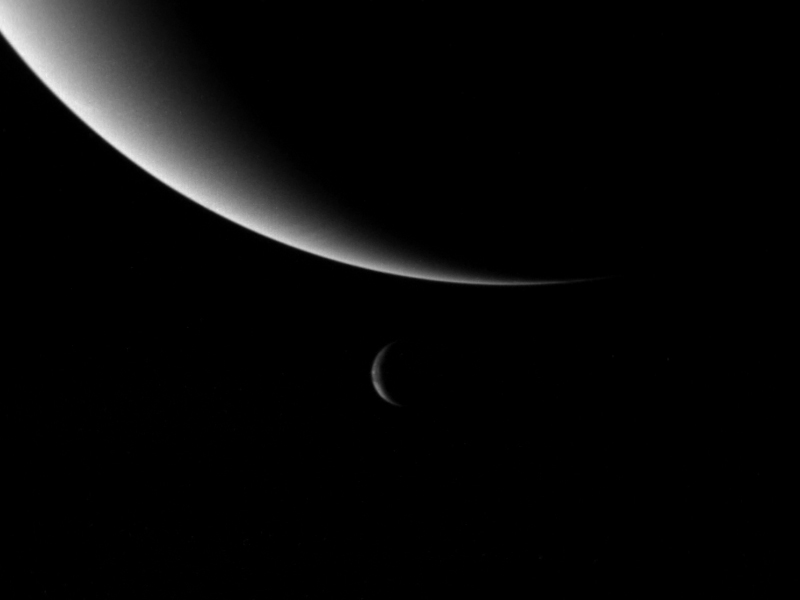
Photographie de la planète Neptune (en grand) et de sa lune Triton (en petit), prise par Voyager 2 lors de sa sortie de la partie planétaire du Système solaire.

Depuis sa création afin de décrire les « étoiles errantes » de l'époque classique, la définition des planètes est empreinte d'ambigüité. Durant sa longue utilisation, le mot a eu différentes significations, souvent équivalentes. Au cours des millénaires, le sens du terme n'a jamais été strict, et sa signification s'est altérée devenant floue jusqu'à inclure ou exclure un grand nombre d'objets différents, du Soleil et la Lune jusqu'aux satellites et aux astéroïdes. La connaissance de l'Univers s'améliorant, le sens du mot « planète » s'est élargi, évoluant parallèlement, perdant d'anciennes acceptions, et en adoptant de nouvelles, sans jamais arriver cependant à une définition unique et concrète.
Vers la fin du XIXe siècle, le mot « planète », sans avoir reçu de définition véritable, s'est établi comme un terme de travail acceptable : il ne s'appliquait qu'à des objets du Système solaire, suffisamment peu nombreux pour se satisfaire de leurs quelques différences. Après 1992, cependant, les astronomes ont commencé à découvrir de nombreux nouveaux objets supplémentaires, au-delà de l'orbite de Neptune, ainsi que de nombreux objets orbitant autour d'autres étoiles. Ces découvertes ont non seulement fait croître le nombre de planètes potentielles, mais ont aussi considérablement élargi leurs variétés et leurs particularités. Certaines étaient presque assez grandes pour être qualifiées d'étoiles, alors que d'autres étaient plus petites que la Lune. Ces découvertes ont donc remis en cause les anciennes notions de ce que pouvait définir une planète.
Le problème d'une définition claire de « planète » a été soulevé en 2005, avec la découverte de l'objet transneptunien (OTN) Éris, un corps plus grand que Pluton, jusqu'alors reconnu comme une planète. En 2006, l'Union astronomique internationale (UAI), reconnue par les astronomes comme l'autorité mondiale chargée de résoudre les conflits de nomenclature, a publié sa décision sur ce sujet. Cette définition qui s'applique au Système Solaire, pose qu'une « planète » est un corps qui orbite autour du Soleil, assez grand pour que sa gravité propre lui donne une forme sphérique, et qu'il ait éliminé son voisinage orbital de tous objets plus petits. À la lumière de cette nouvelle définition, Pluton, de même que les autres objets transneptuniens, ne sont plus qualifiés comme étant des planètes. La décision de l'UAI n'a pas mis un terme à la controverse, et alors que de nombreux scientifiques ont accepté cette décision, d'autres dans la communauté astronomique l'ont rejeté catégoriquement.

## Histoire

### Les planètes dans l'Antiquité

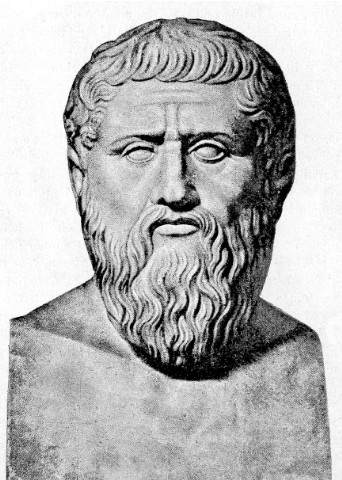
Le philosophe Platon.

Bien que la connaissance des planètes précède l'Histoire et qu'elle fût commune à la plupart des civilisations, le mot « planète » remonte à la Grèce antique. Les Grecs pensaient que la Terre était immobile et au centre de l'Univers en accord avec le modèle géocentrique, et que les objets du ciel, et le ciel lui-même, tournaient autour. Les astronomes grecs employaient le terme asteres planetai, « étoiles errantes,, », pour décrire ces lumières dans les cieux ressemblant à celles des étoiles qui, au cours de l'année, se déplaçaient par rapport aux asteres aplanis, les « étoiles fixes » qui elles demeuraient immobiles les unes par rapport aux autres. Les cinq corps alors appelés « planètes », connus des Grecs, étaient les planètes visibles à l'œil nu : Mercure, Vénus, Mars, Jupiter, et Saturne.
La cosmologie gréco-romaine comptait sept planètes, en incluant la Lune et le Soleil ; cependant, il subsiste quelque ambiguïté sur ce point, puisque de nombreux astronomes antiques ne distinguaient que cinq planètes, excluant le Soleil et la Lune, comme le nota dans son ouvrage Cosmos, le naturaliste allemand du XIXe siècle Alexander Von Humboldt.
« Parmi les sept corps célestes qui, en raison des changements continuels apportés dans leurs distances relatives, ont été, dès la plus haute antiquité, distingués des étoiles scintillantes et conservant toujours sur le firmament leur place et leurs distances (orbis inerrans), cinq seulement Mercure, Vénus, Mars, Jupiter et Saturne offrent l'apparence d'étoiles (quinque stellæ errantes). Le Soleil et la Lune furent toujours mises à part eu raison de la grandeur de leur disque, et par suite de l'importance qui leur était attribuée dans les conceptions mythologiques. »
— Alexander von Humboldt, Cosmos

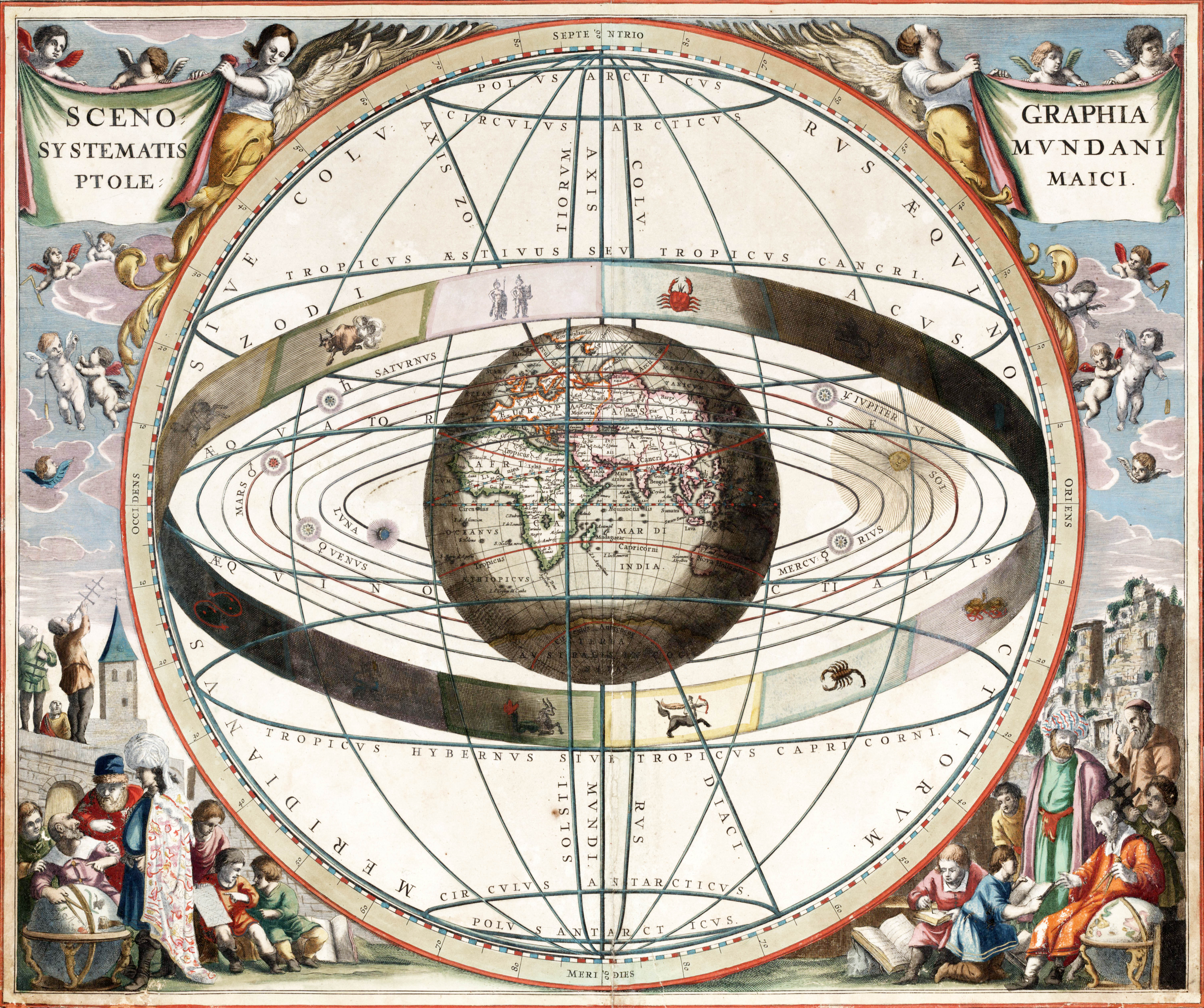
Les planètes, telles qu'elles étaient comprises avant l'acceptation du modèle héliocentique.

Dans son Timée, écrit vers 360 av. J.-C., Platon mentionne « le Soleil et la Lune et cinq autres étoiles qui sont appelées les planètes ». Son disciple Aristote effectue une distinction similaire dans son De Caelo : « les mouvements du Soleil et de la Lune sont inférieurs à ceux de certaines planètes ». Dans son Phaenomena, destiné à devenir un traité d'astronomie, écrit par le philosophe Eudoxe de Cnide, vers 350 av. J.-C., le poète Aratus écrit « ces cinq autres orbes, qui s'entremêlent avec [les constellations] et errent en roulant de tous côtés des douze signes du Zodiaque ».
Dans son Almageste, écrit au IIe siècle, Ptolémée se réfère au « Soleil, la Lune et cinq planètes ». Caius Julius Hyginus mentionne explicitement « les cinq étoiles que beaucoup ont appelé errantes, et que les Grecs appelaient Planeta ». Marcus Manilius, un écrivain latin qui vivait au temps d'Auguste et dont le poème Astronomica est considéré comme un des principaux textes de l'astrologie moderne, dit : « Maintenant, la dodécatémorie est divisée en cinq parties, car aussi nombreuses sont les étoiles appelées errantes qui, à des niveaux variables, brillent dans le ciel ».
La vision simplifiée des sept planètes se trouve dans le Songe de Scipion de Cicéron, écrit aux alentours de 53 av. J.-C., où l'esprit de Scipion l'Africain proclame : « Sept de ces sphères contiennent les planètes, une planète dans chaque sphère, qui toutes se déplacent à l'inverse du mouvement des Cieux ». Dans son Histoire naturelle, écrite en 77 apr. J.-C., Pline l'Ancien fait référence « aux sept étoiles que, du fait de leur mouvement, nous appelons planètes, bien qu'aucune étoile n'erre moins qu'elles ». Nonnos de Panopolis, le poète grec du Ve siècle, dit dans ses Dionysiaques : « J'ai des oracles d'histoire sur sept tablettes, et les tablettes portent les noms des sept planètes. »

### Les planètes au Moyen Âge

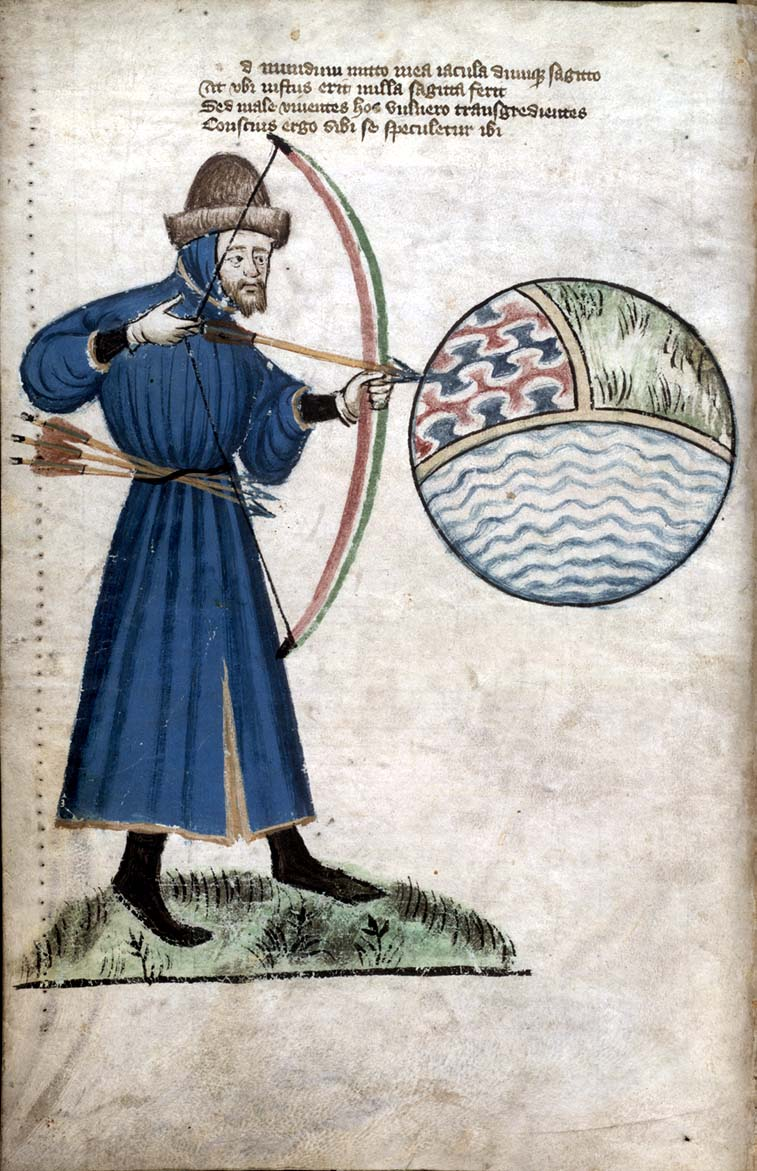
John Gower.

Les auteurs du Moyen Âge et de la Renaissance ont généralement accepté l'idée de sept planètes. L'introduction standard à l'astronomie médiévale, De sphaera mundi, de Sacrobosco, inclut le Soleil et la Lune parmi les planètes. Le Theorica planetarum, plus avancé, présente la « théorie des sept planètes », alors que les instructions des Tables alphonsines montrent « comment trouver par les moyens des tables les mouvements moyens du Soleil, de la Lune, et du reste des planètes ». Dans sa Confessio Amantis, le poète du XIVe siècle John Gower, reliant les planètes à l'art de l'alchimie, écrit : « Des planètes… / l'or est attitrée au Soleil, / la Lune d'Argent a sa part… », indiquant que la Lune et le Soleil étaient des planètes. Même Nicolas Copernic, qui rejetait le modèle géocentrique, restait ambigu sur le fait que le Soleil et la Lune fussent des planètes. Dans son De Revolutionibus, Copernic sépare clairement le « Soleil, Lune, planètes et étoiles » ; cependant, dans sa dédicace au Pape Paul III, Copernic fait référence au mouvement « du Soleil et de la Lune et des cinq autres planètes ».

### La Terre

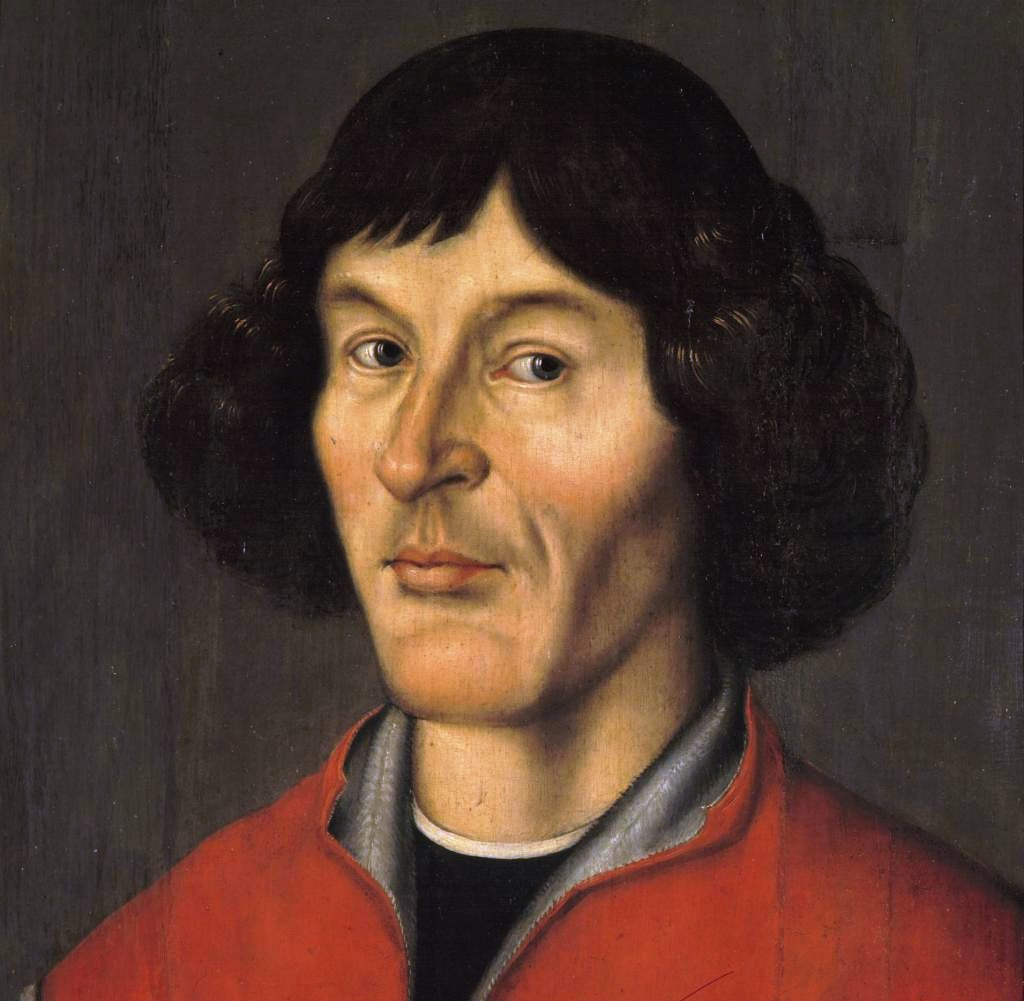
Nicolas Copernic.

En réalité, lorsque le modèle héliocentrique fut accepté à la place du modèle géocentrique, la Terre fut placée parmi les planètes, et le Soleil et la Lune furent détrônés, ce qui nécessita une révolution conceptuelle dans la compréhension des planètes. Comme l'historien des sciences Thomas Kuhn l'a noté dans son livre La structure des révolutions scientifiques : « Les coperniciens qui déniaient son titre traditionnel de 'planète' au Soleil... changeaient leur acception de 'planète' de façon qu'elle continue d'apporter des distinctions utiles dans un monde où les corps célestes... étaient vus différemment de la façon dont ils avaient été vus avant... En regardant la Lune, dit (…) le converti au Copernicianisme, il fut un temps où j'ai pris la Lune pour (ou j'ai vu la Lune comme) une planète, mais je me trompais. »
Copernic fait une référence indirecte à la Terre comme une planète dans le De Revolutionibus en disant : « Ayant ainsi présumé les mouvements que j'attribue à la Terre plus bas dans ce volume, par une longue et intense étude, je trouvai finalement que si les mouvements des autres planètes sont corrélés avec la trajectoire de la Terre… ». Galilée affirme aussi indirectement que la Terre est une planète dans le Dialogue sur les deux grands systèmes du monde : « La Terre, pas moins que la Lune ou n'importe quelle autre planète, doit être comptée parmi les corps naturels qui ont un mouvement circulaire ».

### Les planètes modernes

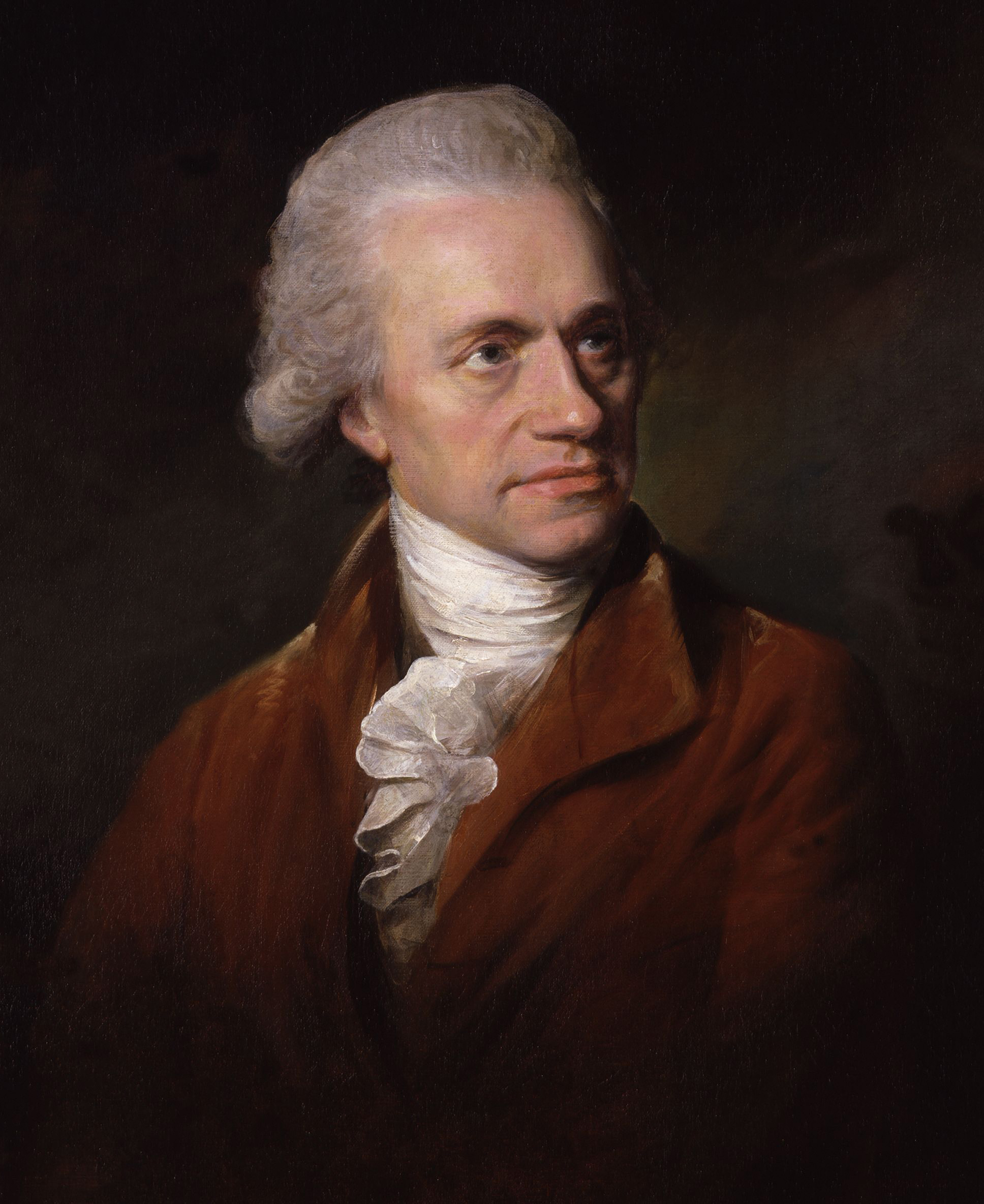
William Herschel, découvreur d'Uranus.

En 1781, l'astronome William Herschel scrutait le ciel pour mettre en évidence d'insaisissables parallaxes stellaires, quand il observa ce qu'il désigna comme une comète dans la constellation du Taureau. À la différence des étoiles qui demeuraient de faibles points de lumière même sous de forts agrandissements, la taille de cet objet augmentait en proportion de la puissance utilisée ; que cet étrange objet puisse être une planète n'apparut tout simplement pas à Herschel ; les cinq planètes autres que la Terre avaient fait partie de la conception de l'Univers par l'humanité depuis l'antiquité. Comme les astéroïdes restaient encore à découvrir, les comètes étaient les seuls objets en mouvement que l'on s'attendait à trouver dans un télescope. Cependant, à la différence d'une comète, l'orbite de cet objet, clairement quasi circulaire se situait dans le plan écliptique. Avant qu'Herschel n'annonçât la découverte de sa comète, son collègue, l'astronome royal britannique Nevil Maskelyne, lui écrivit : « Je ne sais comment la désigner. Il est aussi vraisemblable que ce soit une planète régulière se mouvant sur une orbite presque circulaire autour du Soleil qu'une comète se mouvant sur une ellipse très excentrique. Je ne lui ai encore vu aucune coma ou queue ». La « comète » était aussi très éloignée, trop éloignée pour une faible comète pour se résoudre seule. En réalité, elle fut reconnue comme la septième planète et dénommée Uranus d'après le père de Saturne.
Les irrégularités induites par la gravitation observées dans la trajectoire d'Uranus conduisirent en réalité à la découverte de Neptune en 1846, et les irrégularités présumées de l'orbite de Neptune menèrent subséquemment aux recherches qui permirent finalement de localiser Pluton en 1930. Tout d'abord estimée comme ayant approximativement la même masse que la Terre, l'observation « grignota » graduellement la masse estimée de Pluton jusqu'à la révélation qu'elle valait à peine un cinq-centième de celle de la Terre, bien insuffisante pour avoir eu aucune influence directement mesurable sur l'orbite de Neptune. En 1989, Voyager 2 a déterminé que les irrégularités de l'orbite de Neptune étaient dues à une surestimation de sa masse.

### Les satellites

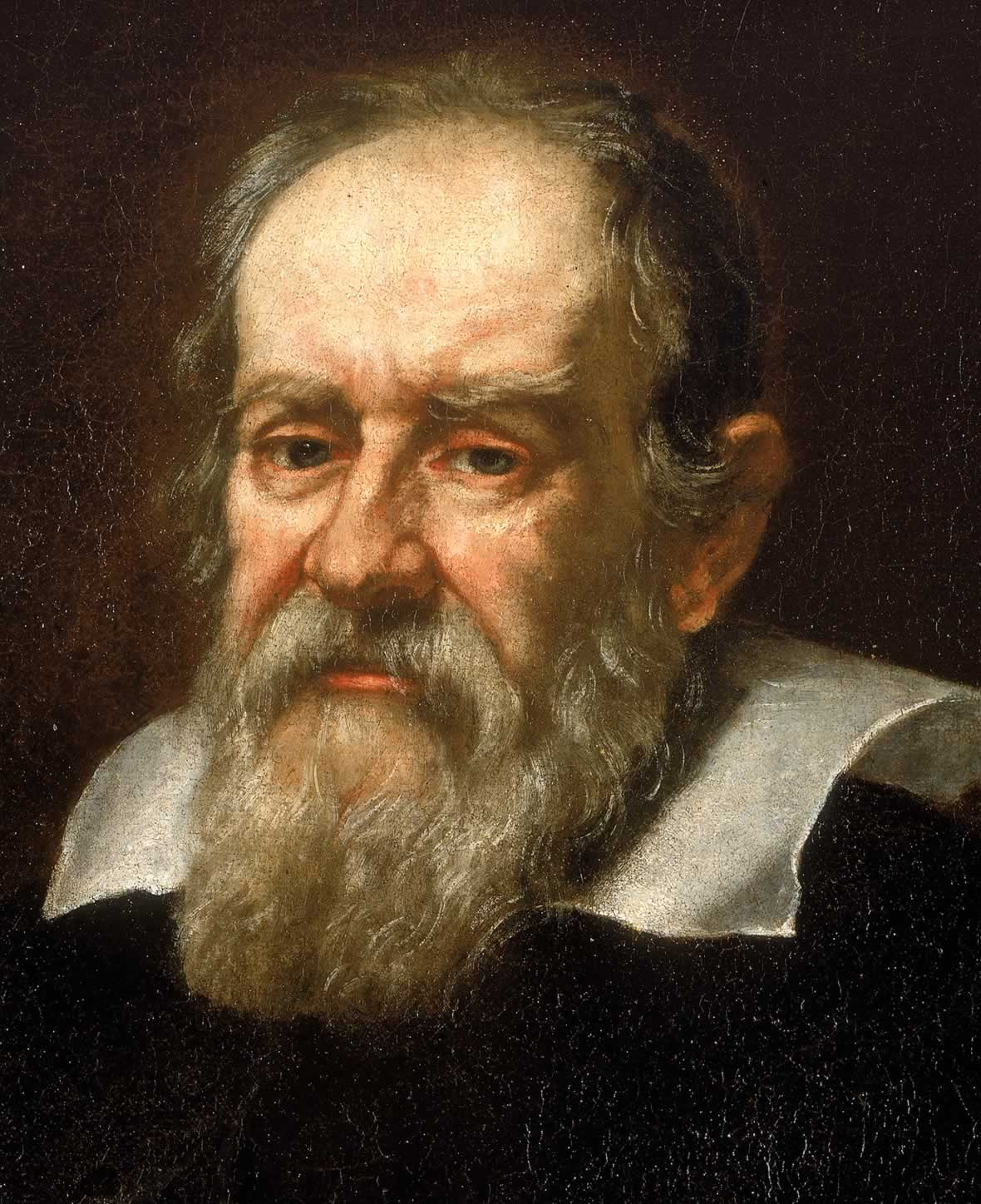
Galilée (savant).

Lorsque Copernic eut placé la Terre parmi les planètes, il plaça également la Lune en orbite autour d'elle, faisant de la Lune le premier satellite naturel « découvert ». La découverte par Galilée en 1610 des quatre lunes Galiléennes donna du crédit aux arguments de Copernic, puisque si d'autres planètes pouvaient avoir des satellites, alors la Terre le pouvait aussi. Cependant, une certaine confusion demeurait sur le fait que ces objets fussent ou non des « planètes ». Galilée avait initialement l'intention de les nommer les « étoiles Médicéennes », en l'honneur de ses bienfaiteurs, les Médicis, mais s'y référait également comme aux « quatre planètes volant autour de l'étoile de Jupiter à des intervalles et périodes inégaux avec une vitesse prodigieuse ». De la même façon, Christian Huygens, lors de sa découverte de la plus grosse lune de Saturne, Titan, en 1665, employa pour la décrire de nombreux termes différents dont « planeta » (planète), « stella » (étoile), « Luna » (Lune), et « satellite », plus moderne. Jean-Dominique Cassini, en annonçant sa découverte des lunes de Saturne, Japet et Rhéa, en 1671 et 1672, les décrivit comme de « Nouvelles Planètes autour de Saturne ». Cependant, lorsque le Journal de Scavans rapporta la découverte de Cassini de deux nouvelles lunes, en 1686, il s'y référa strictement comme à des « satellites, ». Lorsque William Herschel annonça sa découvertes de deux objets en orbite autour d'Uranus, en 1787, il s'y référa comme à des « satellites » et à des « planètes secondaires ». Ultérieurement, tous les comptes rendus de découverte de satellites naturels utilisèrent exclusivement le terme de « satellite » alors que le livre de 1868, Smith's Illustrated Astronomy se référait aux satellites comme à des « planètes secondaires ».

### Les planètes mineures

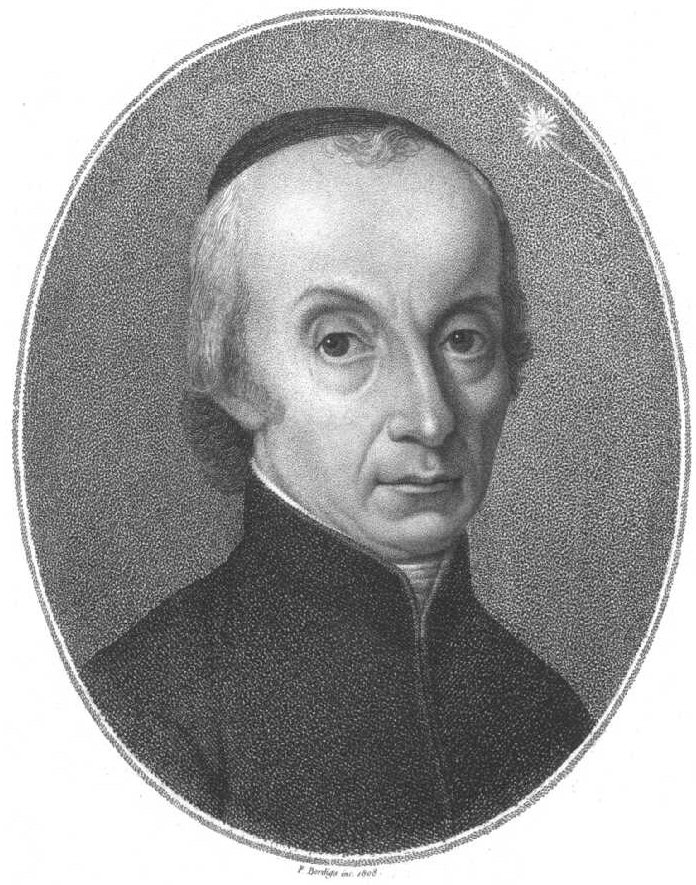
Giuseppe Piazzi, découvreur de Cérès.

Un résultat inattendu de la découverte d'Uranus par William Herschel fut de paraître valider la loi de Titius-Bode, une fonction mathématique qui prédit la taille des demi-grands axes des orbites des planètes. Les astronomes avaient jusque-là considéré cette « loi » comme une pure coïncidence, mais Uranus se situe à très peu près de la valeur prédite. Comme cette loi prédisait également la présence d'un corps entre Mars et Jupiter, jusque-là inobservé, les astronomes concentrèrent leur attention dans cette région, dans l'espoir qu'elle puisse à nouveau être vérifiée. Finalement, en 1801, l'astronome Giuseppe Piazzi découvrit un nouvel astre miniature, Cérès, évoluant précisément à la place correcte dans l'espace. L'objet fut proclamé comme étant une nouvelle « planète ».
Puis, en 1802, Heinrich Olbers découvrit Pallas, une seconde « planète », approximativement à la même distance du Soleil que Cérès. Que ces deux planètes puissent occuper la même orbite mit en défaut la théorie centenaire ; même Shakespeare avait ridiculisé cette thèse en écrivant « Deux étoiles ne peuvent se mouvoir sur une même sphère ». Malgré cela, en 1804, un autre corps Junon fut découvert sur une orbite similaire. Puis en 1807, Olbers découvrit un quatrième objet, Vesta à une distance orbitale comparable.
Herschel suggéra que l'on place ces quatre corps dans une classification séparée : les astéroïdes (littéralement « comme des étoiles » puisqu'ils étaient trop petits pour que leur disque soit résolu, apparaissant alors comme des étoiles), bien que la plupart des astronomes auraient préféré que l'on se réfère à eux comme à des planètes. Cette réticence fut confortée par le fait qu'il était difficile de les distinguer des étoiles non encore cartographiées, ces quatre corps demeurèrent les seuls astéroïdes connus jusqu'à 1845,.
Les textes scientifiques en 1828, après la mort d'Herschel, continuaient de décompter les astéroïdes parmi les planètes. Avec l'arrivée de cartes stellaires plus complètes, la recherche des astéroïdes reprit, un cinquième puis un sixième corps fut découvert par Karl Ludwig Hencke en 1845 et 1847. En 1851, le nombre des astéroïdes avait atteint 15, et on adopta une nouvelle méthode pour les classer, en leur affectant un numéro devant leur nom selon l'ordre de leur découverte, ce qui les plaça par inadvertance dans leur propre catégorie. Cérès devint ainsi « (1) Cérès », Pallas devint « (2) Pallas », et ainsi de suite… Jusqu'aux années 1860, le nombre d'astéroïdes connus avait dépassé la centaine, en Europe et aux États-Unis les observatoires commencèrent à s'y référer collectivement en utilisant la terminologie de « planètes mineures », ou encore de « petites planètes », bien que cela prît plus de temps pour y regrouper les quatre premiers astéroïdes. À ce jour, « planètes mineures » demeure la désignation officielle pour tous les petits corps en orbite autour du Soleil, et chaque nouvelle découverte est numérotée dans le Catalogue des planètes mineures sous l'aval de l'UAI.

### Pluton

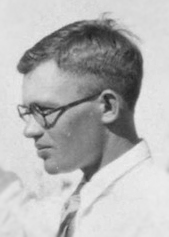
Clyde Tombaugh, découvreur de Pluton.

Le long passage de Cérès du statut de planète à celui d'astéroïde est réapparu dans l'histoire avec Pluton, qui fut désigné comme une planète peu après sa découverte par Clyde Tombaugh en 1930. Uranus et Neptune avaient été déclarés comme des planètes sur la base de leurs orbites circulaires, de leurs masses importantes, et de leur proximité au plan de l'écliptique. Aucune de ces caractéristiques ne s'appliquait à Pluton, un petit corps glacé dans une région de géantes gazeuses, avec une orbite qui l'emporte bien au-delà du plan de l'écliptique, et même à l'intérieur de l'orbite de Neptune. En 1978, les astronomes découvrirent la plus grosse lune de Pluton, Charon, qui leur permit de découvrir sa masse. On découvrit que Pluton était beaucoup plus léger que toutes les prévisions, un sixième seulement de celle de la Lune. Cependant, pour autant qu'on puisse le dire, il était unique. Puis, à partir de 1992, les astronomes commencèrent à détecter un grand nombre de corps glacés, au-delà de l'orbite de Neptune, comparables à Pluton par leur composition, dimension et caractéristique orbitale. Ils conclurent à la découverte de la Ceinture de Kuiper (parfois dénommée « ceinture d'Edgeworth-Kuiper ») dont l'hypothèse avait été formulée depuis longtemps. Il s'agit d'un anneau de débris glacés, source des comètes de courtes périodes, dont la période orbitale est inférieure à 200 ans.
L'étendue de l'orbite de Pluton coïncidant avec cette ceinture, son statut de planète fut remis en question. Beaucoup de scientifiques conclurent que Pluton devrait être reclassé comme planète mineure, exactement comme Cérès l'avait été un siècle plus tôt. Mike Brown, de l'Institut de technologie de Californie (CALTECH) suggéra que « planète » devrait être redéfini comme « tout corps du système solaire dont la masse excède le total des masses de l'ensemble des autres corps situés sur la même orbite ». Les objets d'une masse inférieure à cette limite deviendraient des « planètes mineures ». En 1999, Brian Marsden, du Centre des planètes mineures de l'université Harvard suggéra que l'on affecte à Pluton le numéro de planète mineure 10 000 tout en lui conservant son statut officiel de planète,. Ce projet de « rétrogradation » de Pluton provoqua une protestation publique, en réponse à laquelle l'UAI affirma clairement que ce n'était pas le moment pour qu'elle envisage de supprimer Pluton de la liste des planètes,.

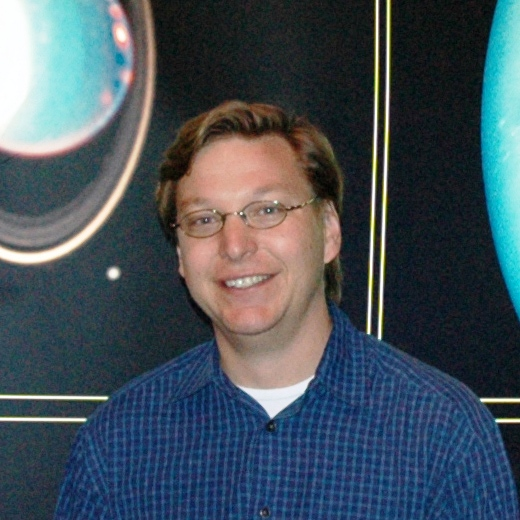
Michael E Brown, découvreur d'Éris.

La découverte de plusieurs autres objets transneptuniens (TNO pour « Trans-Neptutian Object »), d'une taille approchant celle de Pluton, tels que Quaoar et Sedna, continuèrent d'éroder l'argument selon lequel Pluton était exceptionnel par rapport au reste de la population des TNO. Le 29 juillet 2005, Mike Brown et son équipe annoncèrent la découverte d'un TNO, éventuellement nommé  Éris, dont les dimensions se confirmaient comme supérieures à celles de Pluton. Immédiatement après la découverte de cet objet, il y eut de nombreuses discussions afin de déterminer s'il fallait la désigner comme la « dixième planète ». La NASA émit même un communiqué de presse la présentant comme telle. Cependant, accepter Éris comme étant la dixième planète exigeait implicitement une définition de « planète » plaçant la taille de Pluton comme minimum arbitraire. De nombreux astronomes, clamant que la définition des planètes ne se révélait pas être d'une valeur hautement scientifique, préférèrent reconnaître que l'identité historique de Pluton en tant que planète valait par son antériorité dans la liste de planètes.

## La définition de l'UAI
La découverte d'Éris a contraint l'UAI à agir en vue d'une définition. En octobre 2005, un groupe de 19 membres de l'UAI, qui avaient déjà travaillé depuis 2003 sur une nouvelle définition depuis la découverte de Sedna réduisit son choix de critères à une liste de trois, lors d'un vote par approbation. Les définitions étaient les suivantes :
- Est une « planète » tout objet en orbite autour du Soleil d'un diamètre supérieur à 2 000 km. (Onze votes favorables)
- Est une « planète » tout objet en orbite autour du Soleil dont la forme est stable du fait de sa propre gravité. (Huit votes favorables)
- Est une « planète » tout objet en orbite autour du Soleil qui domine dans son voisinage immédiat. (Six votes favorables)[48],[49].

Aucun consensus majoritaire ne pouvant se dégager, le comité décida de soumettre ces trois définitions à un vote élargi, au cours de la réunion de l'assemblée générale de l'UAI à Prague en août 2006, et le 24 août, l'UAI mit aux voix un projet combinant deux des trois propositions. Essentiellement, il consistait à créer une classification intermédiaire entre « planète » et « caillou » (ou, dans le nouveau langage courant, « petits corps du Système solaire », appelé « planète naine », et y plaça Pluton, avec Cérès et Éris,. Quatre cent vingt-quatre astronomes prirent part au vote,,.
« En conséquence, l'UAI décide que les planètes et les autres corps du Système Solaire, à l'exception des satellites naturels, seront définis selon trois catégories de la façon suivante :
(1) Une « planète » est un corps céleste qui : (a) est en orbite autour du Soleil, (b) a une masse suffisante pour que sa gravité dépasse les forces du corps solide et qu'il se maintienne par équilibre hydrostatique sous une forme quasi-sphérique, et (c) a nettoyé le voisinage autour de son orbite.
(2) Une « planète naine » est un corps céleste qui : (a) est en orbite autour du soleil, (b) a une masse suffisante pour que sa gravité dépasse les forces du corps solide et qu'il se maintienne par équilibre hydrostatique sous une forme quasi-sphérique, (c) n'a pas nettoyé le voisinage autour de son orbite, et (d) n'est pas un satellite.
(3) Tous les autres objets, à l'exception des satellites naturels, orbitant autour du Soleil seront collectivement considérés comme des petits corps du Systèmes Solaire.
L'UAI décide aussi :
Pluton est une « planète naine », selon la définition ci-dessus et est désignée comme le prototype de la nouvelle catégorie des objets transneptuniens. »
L'UAI a aussi décidé que les « planètes » et les « planètes naines » sont deux classes d'objets distinctes, ce qui signifie que les planètes naines, malgré leur nom, ne devront pas être considérées comme des planètes.
Le 13 septembre 2006, l'UAI plaça Éris, sa lune Dysnomie, et Pluton dans son « Minor Planet Catalogue », en leur donnant les désignations officielles de planètes mineures respectives de (136199) Éris, (136199) Éris I Dysnomie et (13430) Pluton. D'autres candidats au statut de planètes naines, telles que 2003 EL61, 2005 FY9, Sedna et Quaoar, ont été laissées temporairement dans un statut indéfini jusqu'à ce qu'une décision formelle relative à leur statut puisse être arrêtée.
Le 11 juin 2006, le Comité exécutif de l'UAI a annoncé la création d'une sous-classe de planètes naines comprenant la « nouvelle catégorie des objets transneptuniens » (OTN) mentionnée ci-dessus dont Pluton est le prototype. Cette nouvelle classe d'objets, qualifiée de « plutoïdes » devrait inclure Pluton, Eris, et toute autre planète naine transneptunienne future, mais elle excluait Cérès. L'UAI résolut aussi que, dans la perspective de désignation, seuls les OTN d'une magnitude absolue supérieure à H=+1 seraient autorisées dans la catégorie. À ce jour, seuls deux autres OTN, 2003 EL61 et 2005 FY9 respectent les exigences de magnitude absolue, contrairement à d'autres planètes naines potentielles telles que Sedna, Orcus et Quaoar. Le 11 juillet 2008, le Groupe de Travail sur la nomenclature Interplanétaire intégra 2005 FY9 dans la classe des plutoïdes sous le nom de Makémaké. Le 17 septembre 2008, 2003 EL61 rejoignit la catégorie sous le nom de Hauméa.

## Acceptation de la définition

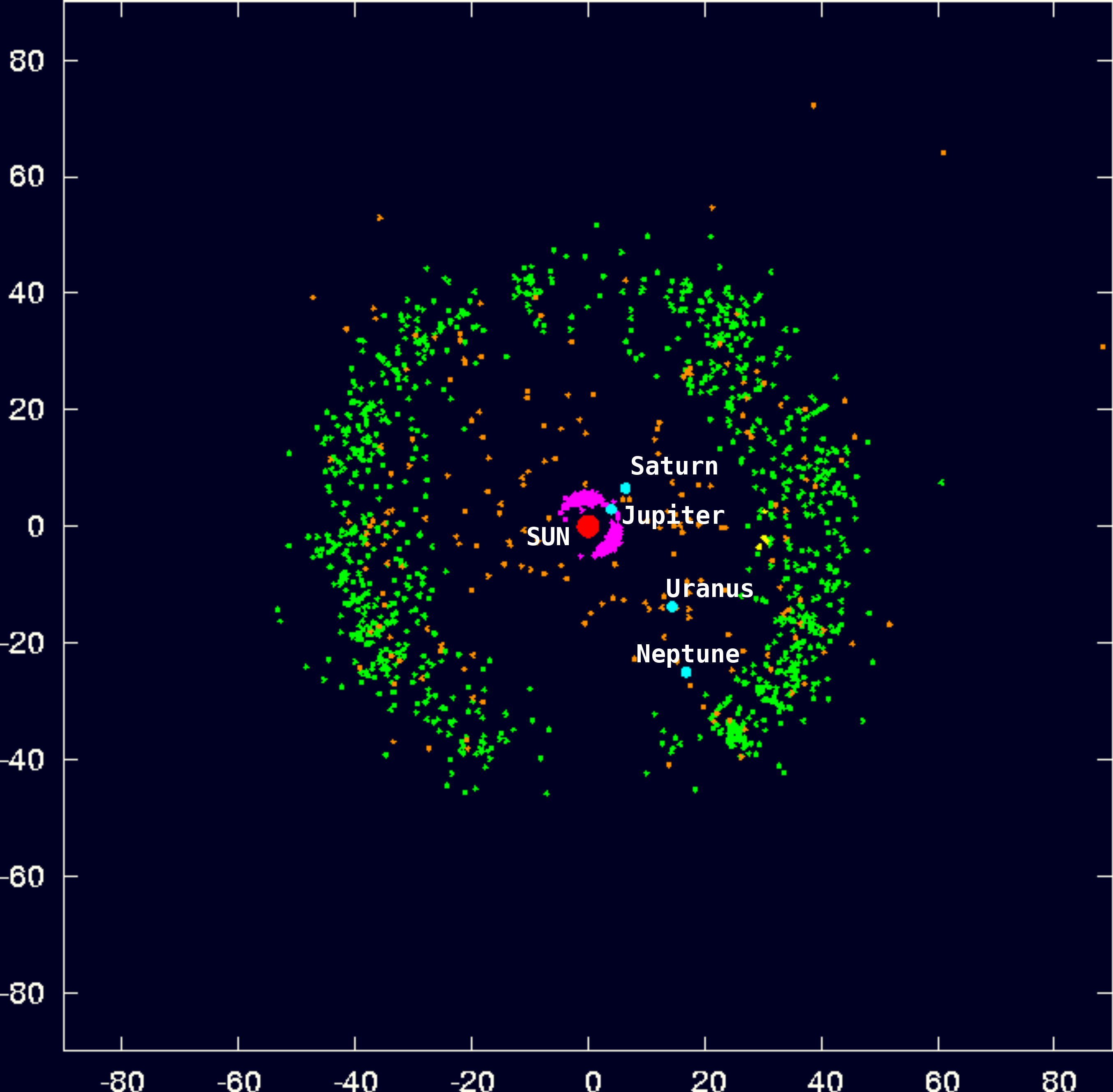
Relevé des positions actuelles de tous les objets connus de la Ceinture de Kuiper, avec les planètes extérieures.

Au nombre des soutiens les plus diserts à la proposition de la définition décidée par l'UAI se comptent Mike Brown, le découvreur d'Éris et Steven Soter, professeur d'astrophysique au Muséum américain d'histoire naturelle.
Dans un article de janvier 2007 de Scientific American, Soter évoquait l'incorporation par cette définition des théories actuelles de formation et évolution du système solaire : lorsque les toutes premières protoplanètes émergèrent du nuage de poussière du disque protoplanétaire, quelques corps « gagnèrent » la compétition initiale pour s'approprier la quantité limitée de matière disponible. Et au fur et à mesure de leur grossissement, ils accrurent leur gravité. Ceci les conduisait à accumuler encore plus de matière, et ainsi grandir encore, dépassant réellement et très largement les autres corps du Système Solaire. La Ceinture d'astéroïdes, subit les perturbations de l'attraction gravitationnelle de Jupiter, tout proche. Et la Ceinture de Kuiper n'était composée que de constituants trop largement espacés pour pouvoir se rassembler avant la fin de la période initiale de formation. Toutes deux ratèrent la victoire lors de la compétition vers l'accrétion.
Lorsque l'on compare le nombre des objets vainqueurs et celui des perdants, le contraste est tout à fait frappant. Si l'on accepte la conception de Soter que chaque planète occupe une « zone orbitale », alors la planète qui domine le moins son orbite, Mars, est 5100 fois plus grosse que toute la matière rassemblée dans sa zone orbitale. Cérès, le plus gros objet de la ceinture d’astéroïdes, ne compte que pour un tiers de la matière dans sa zone orbitale. Le rapport pour Pluton est encore inférieur, de l’ordre de 7%. Mike Brown affirme que cette différence massive dans la domination orbitale ne laisse « absolument aucune place au doute » sur les questions d'appartenance.

## Controverse en cours
Malgré la déclaration de l'UAI, un grand nombre de critiques demeurent sceptiques. La définition est perçue par beaucoup comme arbitraire, et confuse, et un grand nombre de soutiens à la proposition « Planète Pluton », en particulier Alan Stern, responsable à la NASA de New Horizons, la mission vers Pluton, ont fait circuler parmi les astronomes une pétition pour modifier cette définition. Sa réclamation porte sur le fait que moins de 5 % des astronomes ayant voté en sa faveur, cette décision n'était pas représentative de la communauté des astronomes tout entière,. Même en excluant cette controverse, il demeure cependant plusieurs ambiguïtés dans la définition.

### L'élimination du voisinage
Un des principaux points en litige est la définition d’élimination du voisinage autour de son orbite. Alan Stern objecte qu'il est « impossible et illusoire de tracer une frontière entre les planètes naines et les planètes » et que ni la Terre, Mars, Jupiter ou Neptune n'ayant entièrement vidé leur région de débris, aucune ne peut correctement être considérée comme une planète selon la définition de l'Union astronomique internationale.

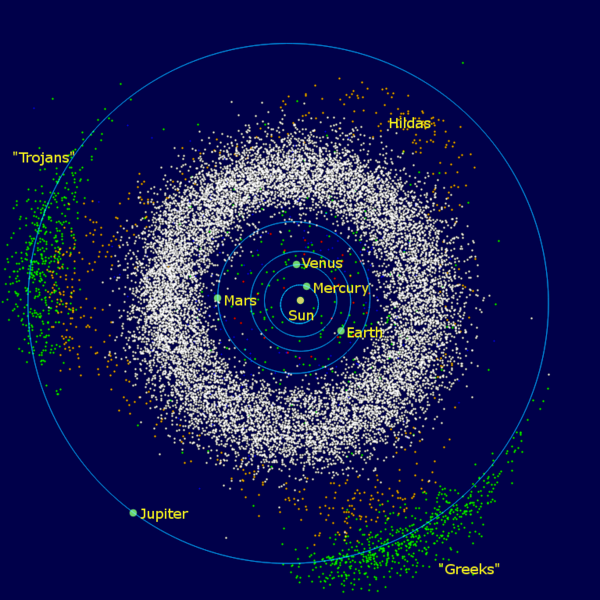
Les astéroïdes du Système Solaire interne. Noter les astéroïdes troyens (en vert), capturés par la gravité dans l'orbite de Jupiter.

Mike Brown conteste cette assertion en affirmant que, bien loin de ne pas avoir nettoyé leur orbite, les planètes majeures contrôlent complètement les orbites des autres corps situés dans leur zone orbitale. Jupiter peut coexister avec un grand nombre de petits corps dans son orbite (les astéroïdes troyens), mais ces corps n'existent qu'autour de Jupiter parce qu'ils se trouvent sous l'emprise de la gravité de l'énorme planète. De même, Pluton peut traverser l'orbite de Neptune, mais Neptune a pendant longtemps confiné Pluton et ses « valets » de la ceinture de Kuiper, appelés les « Plutinos », dans une résonance 3:2, c'est-à-dire qu'ils parcouraient deux fois leur orbite autour du Soleil dans le même temps où Neptune en parcourait trois. Les orbites de ces objets étaient entièrement dictées par la gravité de Neptune, et c'est ainsi que Neptune est dominant.
Quelle que soit la définition du « nettoyage du voisinage » finalement acceptée par l'UAI, cela demeure un concept ambigu. Mark Sykes, directeur de l'Institut des Sciences planétaires de Tucson, Arizona et organisateur de la pétition, expliqua l'ambigüité sur la National Public Radio. À partir du moment où la définition ne catégorise pas les planètes par leur composition ou leur formation, mais effectivement par leur localisation, un objet de la taille de Mars ou plus grand, située au-delà de l'orbite de Neptune serait considérée comme une planète naine puisqu'il n'aurait pas nettoyé son orbite et serait donc entouré d'objets de masse comparable, alors qu'un objet plus petit que Pluton sur une orbite isolée serait considéré comme une planète.
Brown note cependant que si le critère de nettoyage du voisinage était abandonné, le nombre de planètes du Système solaire pourrait passer de huit à plus de 50, avec en plus une centaine de candidats potentiels encore à découvrir.

### L'équilibre hydrostatique

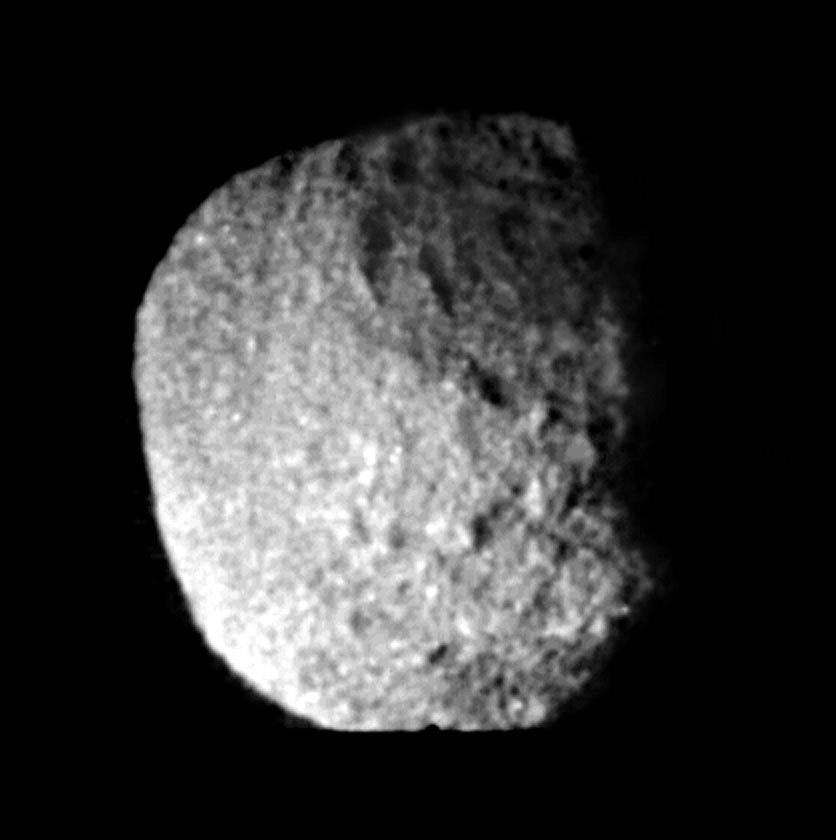
Protée, la lune de Neptune, de forme irrégulière, malgré sa taille supérieure à de nombreux objets sphériques.

La définition de l'UAI exige que les planètes soient assez grosses pour que leur propre gravité les modèle jusqu'à un état d'équilibre hydrostatique. Cela signifie qu'elles atteindront une forme, si ce n'est sphérique, du moins sphéroïde. Jusqu'à une certaine masse, un objet peut être de forme irrégulière, mais au-delà, la gravité commence à attirer l'objet vers son propre centre de masse, jusqu'à ce qu'il s'effondre en une sphère. Des injonctions ont été émises en vue d'une tolérance sur l'exigence d'une stricte sphéricité, du fait que de gros objets du Système solaire, tels que les planètes Jupiter et Saturne, les lunes Mimas, Encelade, et Miranda, et la planète naine Hauméa ont été distordus en sphéroïdes oblates ou problates par une rotation rapide ou des forces de marées.
Cependant, il n'existe pas de point à partir duquel on puisse dire qu'un objet a atteint un équilibre hydrostatique. Comme l'a noté Soter, dans son article : « Qui sommes-nous pour quantifier le degré de rotondité d'une planète ? La gravité domine-t-elle un tel corps si sa forme dévie d'un sphéroïde de 10 % ou de 1 % ? La nature ne présente pas de fossé entre les formes rondes ou non-rondes, aussi toute frontière constituerait un choix arbitraire». Au surplus, le point à partir duquel la masse d'un objet le comprime en une sphère varie avec sa composition chimique. Des objets faits de glace [d] tels qu'Encelade et Miranda supportent cet état plus facilement que ceux faits de roches tels que Vesta et Pallas. Qu'elle provienne de l'effondrement gravitationnel, des impacts, des forces de marée ou de la radioactivité, l'énergie calorifique agit aussi comme facteur sur la sphéricité finale d'un objet. Mimas, la lune glacée de Saturne, est sphéroïde, mais Protée, une lune de Neptune plus grosse et de composition similaire, mais plus froide, du fait de sa distance supérieure au Soleil, est de forme irrégulière.

### Les planètes doubles et les lunes

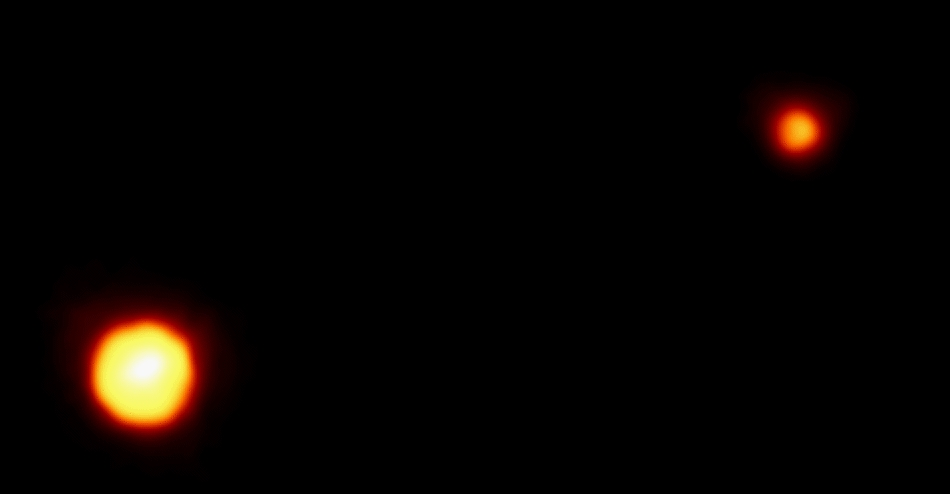
Vue au télescope de Pluton et de son satellite Charon.

La définition exclut spécifiquement les satellites naturels de la catégorie des planètes naines bien qu'elle ne définisse pas précisément le terme « satellite ». Dans le projet originel, une exception était formulée pour Pluton et son satellite le plus important, Charon, dont le barycentre se situe hors du volume des deux corps. La proposition initiale classifiait Pluton-Charon comme une planète double, avec les deux objets orbitant autour du Soleil en tandem. Cependant, le projet final établit clairement que, bien qu'ils fussent tous deux d'une taille relative similaire, seul Pluton serait effectivement classé comme planète naine.
Sous la même définition, le système Terre-Lune n'est pas formellement reconnu comme une planète double, malgré la taille relative importante de la Lune, du fait que le barycentre est situé dans le volume de la Terre. Comme la Lune s'écarte lentement de la Terre, le système Terre-Lune peut effectivement devenir un système de planète double, sur la base de la définition de son barycentre.

Diagramme illustrant la Lune et la Terre en co-orbite.

Cependant, certains ont suggéré que notre Lune mérite néanmoins d'être appelée une planète. Isaac Asimov notait que le timing de l'orbite de la Lune est en tandem avec celle propre de la Terre autour du Soleil (en regardant à la verticale de l'écliptique), la Lune ne décrit jamais de boucle avec retour en arrière, et par essence, elle orbite autour du Soleil par elle-même.
De plus, de nombreuses lunes, même celles qui n'orbitent pas autour du Soleil directement, présentent fréquemment des caractéristiques communes avec les vraies planètes. Il existe 19 lunes dans le Système solaire qui sont parvenues à un équilibre hydrostatique et pourraient être considérées comme des planètes si les seuls paramètres étaient considérés. Même à la fin du XIXe siècle, les astronomes avaient calculé que les satellites galiléens étaient plus gros que le nôtre, l'un d'entre eux étant plus gros que Mercure. Titan, la lune de Saturne, est aussi plus grosse que Mercure, et dispose même d'une atmosphère substantielle, plus épaisse que celle de la Terre. Des lunes telles que Io et Triton présentent des signes tangibles et continus d'activité géologique, et Ganymède présente un champ magnétique. Exactement comme des étoiles en orbite autour d'autres étoiles sont appelées des étoiles, des astronomes considèrent que des objets en orbite autour de planètes dont elles partagent toutes les caractéristiques pourraient également être appelées des planètes,,. Effectivement, Mike Brown présente bien une même réclamation dans son analyse de la parution lorsqu'il dit : « Il est difficile de produire un argument convaincant en considérant qu'une boule de glace de 400 km compterait comme une planète, parce qu'elle peut présenter une géologie intéressante alors qu'un satellite de 5 000 km avec une atmosphère massive, des lacs de méthane et des tempêtes furieuses (Titan) ne pourrait pas être mis dans la même catégorie, quel que soit le nom de celle-ci ».
Cependant, il continue en disant que « pour la plupart des gens, considérer des satellites ronds (y compris notre Lune) comme des planètes viole l'idée qu'il se font de ce qu'est une planète ».

### Les planètes extrasolaires et les naines brunes
La découverte, depuis 1992, de plus de 300 exoplanètes, objets de dimension planétaire tournant autour d'autres étoiles, a élargi le débat sur la nature des planètes dans un sens inattendu. Nombre de ces planètes ont une taille considérable, approchant la masse de petites étoiles, alors que nombre de naines brunes, découvertes récemment, sont réciproquement suffisamment petites pour être considérées comme des planètes
.

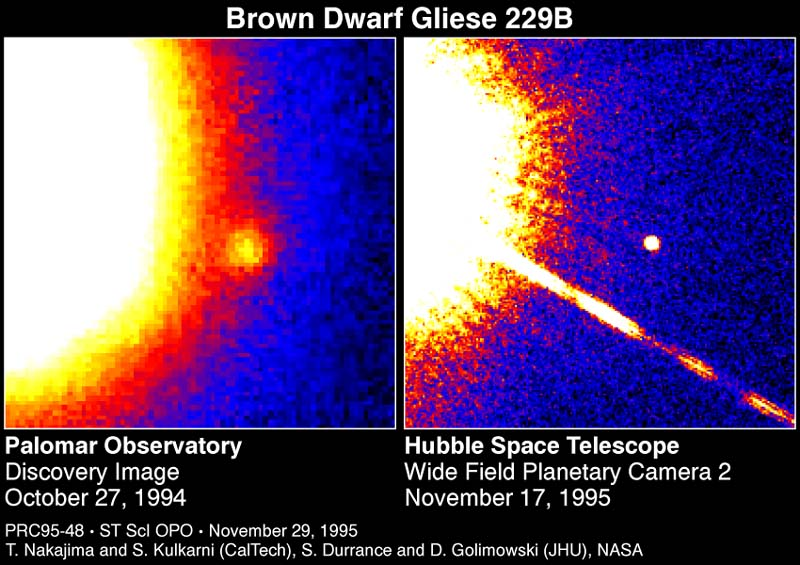
La naine brune Gliese 229 B en orbite autour de son étoile.

Traditionnellement la caractéristique d'une étoile a été la capacité d'un objet à provoquer la fusion de l'hydrogène contenu en son cœur. Cependant, des étoiles telles que les naines brunes ont toujours défié cette distinction. Trop petites pour commencer une fusion soutenue de l'hydrogène, leur statut d'étoile leur a été accordé sur leur capacité à provoquer la fusion du deutérium. Cependant, la rareté relative de cet isotope réduit la durée de cette phase à une fraction très limitée de la durée de vie de l'étoile, et donc la plupart des naines brunes ont cessé leur fusion bien avant leur découverte. Les formations d'étoiles binaires et autres étoiles multiples sont courantes, et de nombreuses naines brunes orbitent autour d'autres étoiles. De ce fait, si elles ne produisent pas d'énergie par la fusion, elles peuvent être décrites comme des planètes. En effet, l'astronome Adam Burrows de l'université d'Arizona proclame que « dans une perspective théorique, quel que soit leur mode de formation, les planètes géantes et les naines brunes extra-solaires sont essentiellement les mêmes. » Burrows prétend également que des restes d'étoiles, tels que le naines blanches, ne devraient pas être considérées comme des étoiles, opinion qui signifierait que des naines blanches en orbite, telles que Sirius B, pourraient être considérées comme des planètes. Cependant, les astronomes conviennent actuellement entre eux que tout objet suffisamment massif pour avoir eu la capacité de provoquer une fusion pendant sa durée de vie est à considérer comme une étoile
La confusion ne s'arrête pas aux naines brunes. Maria Rosa Zapatario-Osorio et son équipe ont découvert dans de jeune amas stellaire de nombreux objets de masse inférieure à celle requise pour supporter une fusion de n'importe quelle sorte (actuellement calculée comme approximativement 13 fois la masse de Jupiter). Elles ont été décrites comme des « planètes flottantes libres » parce que les théories actuelles de formation du système solaire suggèrent que des planètes peuvent être éjectées ensemble des systèmes solaires si leurs orbites deviennent instables.

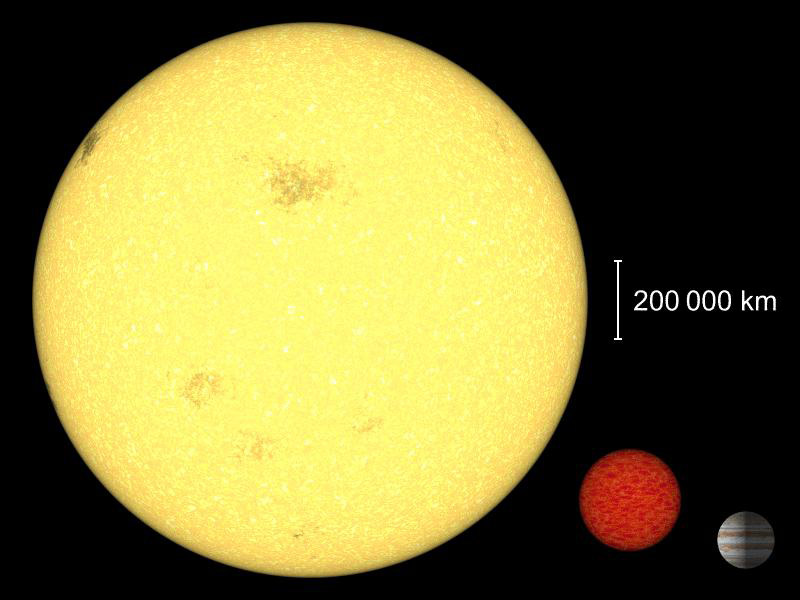
La sous-naine brune Cha 110913-773444 (au milieu), la moins massive des naines brunes trouvée à ce jour, à l'échelle avec le Soleil (à gauche) et la planète Jupiter (à droite).

Cependant, il est aussi possible que ces « planètes flottantes libres » puissent s'être formées de la même manière que les étoiles.
La différence matérielle entre une étoile de faible masse et une grosse géante gazeuse n'est pas nette ; à part la taille et la température relative, il y a peu de choses qui séparent une géante gazeuse comme Jupiter de son étoile-hôte. Toutes deux ont des compositions globales similaires : hydrogène et hélium, avec des traces d'éléments chimiques plus lourds dans leurs atmosphères. La différence généralement acceptée porte sur la formation. Les étoiles sont réputées avoir été formées « du sommet vers le bas » (à partir du gaz d'un nuage, lorsqu'elles engagèrent le processus d'effondrement gravitationnel, et ainsi seraient composées presque entièrement d'hydrogène et d'hélium), alors que les planètes sont supposées avoir été formées « du bas vers le haut » (à partir de la poussière et du gaz en orbite autour de la jeune étoile, et ainsi auraient des cœurs de silicates ou de glaces.
À ce jour la possession de tels cœurs par les géantes gazeuse n'est pas certaine. S'il est effectivement possible qu'une géante gazeuse puisse se former comme le font les étoiles, alors ceci soulève la question de savoir si un tel objet, même un aussi familier que Jupiter ou Saturne devrait être considérée comme une étoile de faible masse en orbite plutôt qu'une planète.
En 2003, l'UAI a diffusé officiellement une déclaration définissant ce qui constitue une planète extra-solaire et ce qui constitue une étoile en orbite. À ce jour, elle demeure la seule décision officielle atteinte par l'UAI sur cette question. Le comité de 2006 n'a pas tenté de le mettre à l'épreuve ou de l'incorporer dans leur définition, en faisant observer que la question de la définition d'une planète est déjà suffisamment difficile à résoudre, sans considérer en plus les planètes extra-solaires.

« 1 - Les objets avec des masses vraies inférieures à la masse limite inférieure permettant la fusion du deutérium (actuellement déterminée par le calcul comme étant 13 fois la masse de Jupiter pour les objets de métallicité solaire) qui orbitent autour d'étoiles ou de restes d'étoiles sont des « planètes » (quelle que soit la façon dont elles se sont formées). La masse minimum requise pour qu'un objet extra-solaire soit considéré comme une planète devrait être celle qui est utilisée dans le système solaire;

2 - Les objets "sub-stellaires" avec des masses vraies supérieures à la limite pour la fusion thermonucléaire du deutérium sont de « naines brunes », quel que soit leur mode de formation ou leur localisation.

3 - Les objets flottants libres dans les jeunes amas d'étoiles avec des masses inférieures à la limite pour la fusion thermonucléaire du deutérium ne sont pas des « planètes » mais sont des « sous-naines brunes » (ou n'importe quel nom plus appropriée). »

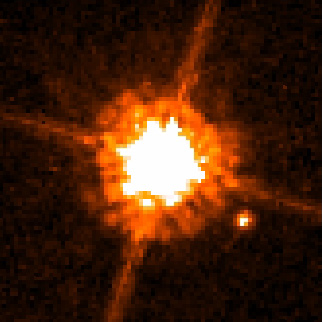
CHXR 73 b, une étoile située à la limite entre planète et naine brune.

De même que définir une planète comme ayant nettoyé son voisinage, cette définition crée une ambiguïté en faisant de la localisation, plutôt que de la formation ou de la composition un élément déterminant dans le fait d'être une planète. Un objet flottant libre avec une masse inférieure à 13 fois celle de Jupiter est une « sous-naine brune », alors qu'un même objet en orbite autour d'une étoile en fusion est une planète, même si sous tous les autres aspects, ces deux objets sont identiques.
Cette ambigüité a été mise en lumière en décembre 2005, quand le télescope Spitzer a observé Cha 110913-773444 (ci-dessus) la plus petite naine brune découverte à ce jour, seulement 8 fois la masse de Jupiter, avec ce qui apparaît comme le début de son propre système planétaire. Si cet objet avait été découvert en orbite autour d'une autre étoile, il aurait été considéré comme une planète. 
Elle fut à nouveau mise en lumière en septembre 2006, lorsque le télescope spatial Hubble prit une image de CHXR 73 b (à gauche), un objet en orbite autour d'une jeune étoile-compagnon à une distance de l'ordre de 200 UA. Avec 12 masses joviennes, CHXR 73 b est juste en dessous du seuil pour la fusion du deutérium, et donc techniquement une planète ; cependant, sa distance éloignée de son étoile parente suggère qu'elle n'a pas pu se former à l'intérieur du disque protoplanétaire de la petite étoile, et donc a dû se former comme le font les étoiles d'un effondrement gravitationnel.

### Critères de détermination des «plutoïdes»
Selon Mike Brown, le critère actuel posé par l'UAI pour classer un objet comme « plutoïde » exige que sa magnitude absolue soit supérieure à H = +1. Ce qui aurait réellement signifié que tout nouveau plutoïde sera déterminé non par sa taille, mais par sa brillance. Comme il l'a noté dans son blog, la brillance n'est pas un indicateur absolu qu'un objet ait atteint l'équilibre hydrostatique :
« Si vous prenez Pluton et le recouvrez entièrement de saletés, il ne sera plus un plutoïde. Ou bien prenez quelque chose de beaucoup plus petit et recouvrez-le de neige à la place des rochers et cela pourrait être un plutoïde. Ou bien, c'est mon exemple préféré, si vous prenez Éris, qui est actuellement, intrinsèquement, l'objet le plus brillant, rapprochez le du Soleil (où il sera dans 290 ans), faites lui fondre la glace en surface, exposez une partie du substrat plus sombre, il pourrait bien devenir juste assez sombre pour ne plus être un plutoïde. Un coup, vous le voyez, un coup non. »

### Sémantique
Finalement, d'un point de vue linguistique, il y a la dichotomie créée par l'UAI entre « planète » et « planète naine ». Le terme « planète naine », contient deux mots, un nom « planète » et un adjectif « naine », ce qui est discutable. Ainsi, le terme peut suggérer qu'une planète naine est une sorte de planète, bien que l'UAI ait explicitement défini une planète naine comme ne l'étant « pas ». Par cette formulation, cependant, planète naine et planète mineure sont des noms composés mieux considérés. Benjamen Zimmer de Language Log a résumé la confusion : « Le fait que l'UAI voudrait que nous pensions que les planètes naines sont distinctes des planètes réelles encombre l'article lexical planètes naines avec des bizarreries comme le « Welsh rabbit» qui n'est pas réellement un lapin, ou les « Rocky Mountains oysters », ». Comme l'a noté dans une interview à National Public Radio l'historien et auteur scientifique populaire Dava Sobell, qui a participé à la décision initiale de l'UAI en octobre 2006, « une planète naine n'est pas une planète, et en astronomie, il y a des étoiles naines qui sont des étoiles, et des galaxies naines qui sont des galaxies. Aussi est-ce un terme que personne ne peut aimer, planète naine ».
Mike Brown a noté dans une interview au Smithonian que « la plupart des membres du camp dynamique ne voulait vraiment pas du mot planète naine, mais y a été forcée par le camp pro-Pluton. Comme ça vous demeurez avec cette petite friponne ridicule de planète naine qui n'est pas une planète ».
Réciproquement, l'astronome Robert Cummings de l'observatoire de Stockholm note que « Le nom de planète mineure a été plus ou moins synonyme d'astéroïde pendant très longtemps. Aussi, il me semble joliment malsain, de se plaindre d'ambiguïté ou de risque de confusion résultant de l'introduction de planète naine. »